# Rəşid Behbudov
Rəşid Məcid oğlu Behbudov, traslitterato anche come Rashid Behbudov (in russo Рашид Меджид оглы Бейбутов?, Rašid Medžid ogly Bejbutov; Tbilisi, 14 dicembre 1915 – Mosca, 9 giugno 1989), è stato un cantante lirico e attore sovietico di etnia azera.
Nel 1946 vinse il Premio Stalin di secondo grado, mentre nel 1959 venne nominato artista del popolo dell'Unione Sovietica. Nel 1978 ricevette il Premio di Stato della Repubblica Socialista Sovietica Azera, mentre nel 1980 venne insignito del titolo di eroe del lavoro socialista.

## Biografia
Nacque il 14 dicembre 1915 a Tbilisi, in Georgia. Suo padre, Majid Behbudov, era un celebre cantante nazionale in stile khananda originario di Şuşa. La madre, Firuza Vekilova, era insegnante di lingua russa e direttrice del circolo filodrammatico di Tbilisi. Nel 1933 si iscrisse a una scuola tecnico-professionale ferroviaria, dove organizzò un'orchestra di studenti dilettanti. Successivamente si arruolò nell'Armata Rossa come solista del complesso orchestrale militare. Cantò inoltre per un breve periodo in una banda a Tbilisi. Dal 1934 fu solista della Filarmonica di Yerevan.

Negli anni 1930 e 1940, grazie alla crescente popolarità delle voci maschili da tenore, Behbudov ottenne ampia fama nelle repubbliche del Caucaso, nella Transcaucasia e in Russia. La sua voce da tenore acuto, dal timbro piacevole, dolce e caldo, rappresentava una sintesi tra la tecnica vocale europea e il canto libero tipico del Mugham. Inoltre, Behbudov parlava correntemente il russo e, grazie a ciò, il suo canto risultava privo di accento caucasico. Il suo stile di canto e interpretazione si caratterizzava per un certo senso di teatralità, tipica delle culture del Caucaso e della Turchia, ed era sentimentale, molto gioioso e ottimista. In termini di popolarità, a Behbudov può essere paragonato solo Muslim Magomaev tra i cantanti di origine caucasica. 

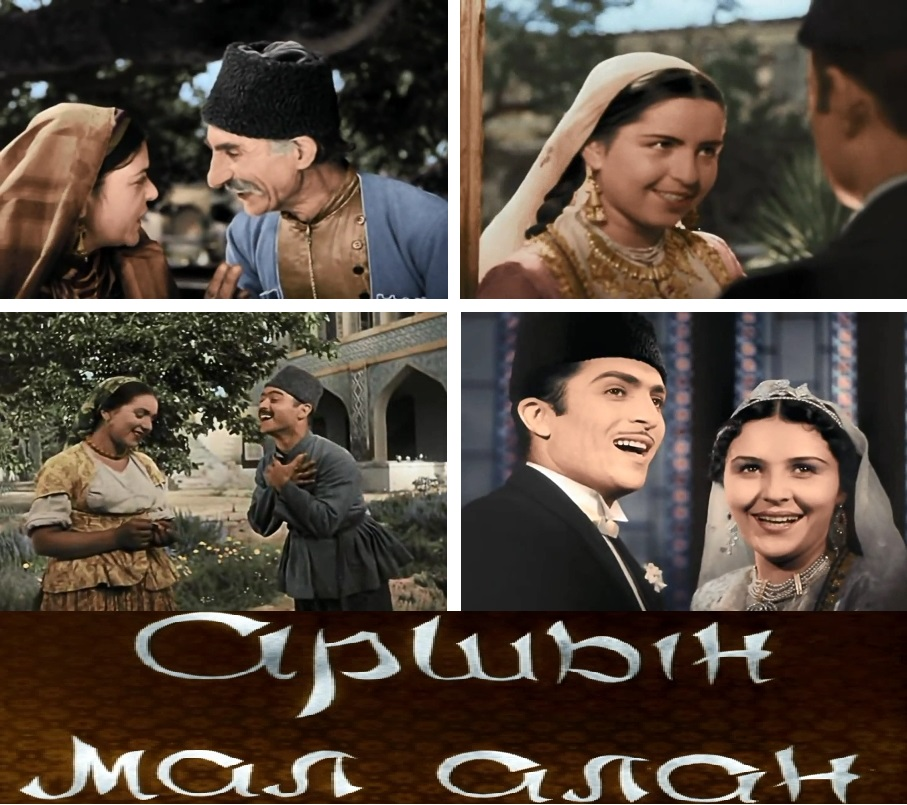
Rashid Behbudov in una scena del film Arşın mal alan

Nel 1943 il Baku Film Studio decise di realizzare il film Arşın mal alan, basato sull'operetta omonima del compositore azero Üzeyir Hacıbəyov. Uno dei registi del film assistette a un concerto tenuto nella Casa degli Ufficiali a Baku, durante il quale Behbudov eseguì l'aria di Asker; per questo motivo lo invitò a interpretare il ruolo principale nel film. Uscito nel 1945, il film ottenne un grande successo sia in URSS sia nelle sale cinematografiche di altri paesi.
Tra il 1944 e il 1956, Rashid Behbudov fu solista presso la Filarmonica dell'Azerbaigian. Tra il 1953 e il 1960 cantò al Teatro dell'Opera e del Balletto dell'Azerbaigian «Mirzə Fətəli Axundov», interpretando l'aria di Balash nell'opera Sevil di Fikrət Əmirov e l'aria di Asker nella commedia musicale Arşın mal alan.
Nei primi anni Cinquanta, Rashid Behbudov effettuò tournée in Bulgaria, Ungheria, Italia, India e Cina. Si esibì inoltre in Siria, Turchia, Egitto, Giordania, Iran, Iraq, Finlandia, Polonia e in diversi paesi dell'America Latina.
Nel 1957, in collaborazione con la Filarmonica dell'Azerbaigian, Rashid Behbudov fondò un ensemble concertistico che combinava lo stile del jazz con strumenti folk azeri, di cui fu direttore artistico fino al 1959.
Nel 1966 Rəşid Behbudov fondò il Teatro della Canzone dell'Azerbaigian, che oggi porta il suo nome, e ne fu il direttore artistico e solista fino alla sua morte.
Tra il 1966 e il 1989 fu deputato dei Soviet delle Nazionalità del Soviet Supremo dell'Unione Sovietica per la RSSA del Naxçıvan.
Behbudov morì il 9 giugno 1989 a Mosca a causa di complicazioni seguite a un intervento chirurgico. È sepolto a Baku, nel vicolo delle sepolture onorarie.

## Vita privata
Sua moglie, Jeyran Khanum Behbudova, è deceduta il 3 maggio 2017.
La loro figlia, Rəşida Behbudova, nata nel 1965, è anch'essa cantante ed è stata insignita del titolo di Artista benemerita dell'Azerbaigian.

## Il repertorio
Il suo repertorio era molto ampio e comprendeva soprattutto opere di compositori azeri, canzoni popolari azere, tra cui la Canzone del petroliere di Tofiq Quliyev e Baku di Said Rustamov. Oltre alle canzoni dei popoli del Caucaso, interpretò anche brani popolari russi, romanzi classici del XIX secolo e composizioni di autori sovietici, tra cui Podmoskovnye večera di Vasilij Solov'ëv-Sedoj e Ti amo, vita di Ėduard Kolmanovskij.
Nel suo repertorio incluse canzoni nelle lingue dei popoli dei paesi in cui si esibì. È noto un episodio in cui gli abitanti di un villaggio indiano bloccarono il traffico ferroviario, minacciando di non far proseguire il treno finché Behbudov non si fosse esibito di fronte a loro.
Behbudov si dedicò con impegno alla ricostruzione dell'opera e della commedia nazionale dell'Azerbaigian. Grazie al suo carisma naturale, al grande talento artistico, all'aspetto scenico vincente e alla capacità di comprendere e interpretare qualsiasi musica nazionale, Rashid Behbudov ottenne un enorme successo che lo accompagnò per tutta la vita.

## Attività cinematografica

### Ruoli nel cinema
- 1945 - Arşın mal alan - Il mercante di stoffe - interpreta come attore Arşın.
- 1954 - Doğma xalqıma- Al mio popolo nativo - interpreta se stesso come artista.
- 1955 - Bekhtiyar Muradov - Bekhtiyar Muradov - interpreta come attore Bekhtiyar Muradov.
- 1956 - Səadət yolu ilə' - Lungo la via della felicità (documentario) - interpreta se stesso come artista.
- 1959 - Şən axşam - Serata festosa - interpreta se stesso come artista.
- 1959 - Azərbaycan mədəniyyətinin baharı - La primavera della cultura azera - interpreta se stesso come artista.
- 1970 - Abşeron ritmləri- Ritmi di Absheron (concerto cinematografico) - in un cameo interpreta se stesso come artista.
- 1970 - Toyda görüş - Incontro al matrimonio (documentario) - interpreta se stesso come artista.
- 1970 - Ürəkdən‑ürəyə - Da cuore a cuore (documentario) - interpreta se stesso come artista.
- 1974 - 1001-ci qastrol - 'Il tour mille primo - interpreta come attore la parte di Eldar
- 1975 - Rəşid Behbudov - Rashid Behudov (documentario, prima parte) - interpreta se stesso come artista.
- 1981 - Nəğməkar torpaq - Terra che canta (film musicale, lungometraggio) - interpreta se stesso come artista.
- 1985 - Rashid Behbudov Rashid Behudov (documentario, seconda parte) - interpreta se stesso come artista.
- 1989 - Ürək nəğməsi - Canto del cuore ((film biografico) - interpreta se stesso come artista.

### Cantante nei film
- 1945 - Arshin Mal-Alan - Il mercante di stoffe , canta le seguenti canzoni ː "Sevgili, nazik, xoşbəxt gülüm" (Cara, delicata, felice mia rosa) "Bahardır, bahar gəlir" (È primavera, arriva la primavera), "Arşın mal alan" (Il mercante di stoffe) – tema principale dell'operetta, "Sən mənim mənimsən" (Tu sei mio)
- 1953 - Neftçilər - La storia degli operai del petrolio, canta la canzone ː "Yaşa, neftçilər" (Viva, operai del petrolio)
- 1963 - Romeo mənim qonşumdur - Romeo, il mio vicino - canta la canzone, "Sevgilim" (Mia amata).
- 2008 - Absurdistan - Nazione dell'Assurdo -  "Kuchalara Su Sapmisham" (Tradizionale) – una canzone popolare azera che celebra la bellezza della vita rurale - "Seninle Bir Son Bahar" – un brano romantico composto da Tofig Quliyev, che esprime l'amore eterno tra i protagonisti Aya e Temelko.

## Ricordo

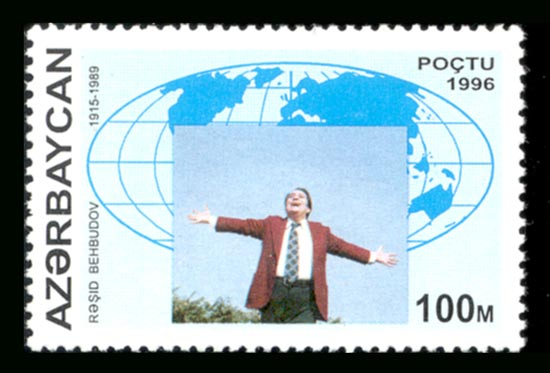
Francobollo in onore di Rashid Behbudov

- Una delle vie centrali di Baku (Capitale dell'Azerbaigian) è stata intitolata a Rəşid Behbudov. Nella stessa strada, al numero 2, ha sede il Teatro della Canzone statale.

- Il 14 dicembre 2010, allo scopo di mantenere la memoria di questo giorno, il gruppo ufficiale Flashmob dell'Azerbaigian ha tenuto un flash mob in onore di Rashid Behbudov, commemorando il 95º anniversario di uno dei più importanti rappresentanti della musica e dell'arte azere.[12]
- Nel 1996 e nel 2015 in Azerbaigian sono stati emessi francobolli in suo onore.
- Nel giugno 2016 è stato eretto a Baku un monumento di fronte all'edificio del Teatro di Canzone statale intitolato a Rashid Behbudov. L'autore della scultura è l'Artista del popolo dell'Azerbaigian, Fuad Salaev.[13]